# Land of Neverwhere
Land of Neverwhere is een computerspel dat werd ontwikkeld en uitgegeven door The Power House. 
Het spel werd ontwikkeld door Richard Palmer-James. Het kwam in 1987 uit voor de Commodore 64 en is een horizontaal scrollende Shoot 'em up.